# Julio Sabala
Julio César Sabala de Jesús, (Santo Domingo, República Dominicana; 26 de agosto de 1964) conocido como Julio Sabala, es un comediante, cantante y actor dominicano. Por el trabajo con sus personajes, ha sido apodado como "El hombre de las mil caras", "El imitador inimitable" y "El súper Transformer de la comedia y el humor".

## Trayectoria
Hijo de María Amparo de Jesús de Sabala y de Cecilio Sabala, comerciantes. Desde niño, mostró habilidades artísticas y, a los 12 años, ganó en su país natal un festival estudiantil de la voz que organizaba Radio Televisión Dominicana. A los 13 años aprendió a tocar la guitarra de manera autodidacta, para luego empezar a recibir clases de solfeo impartidas por un profesor de música, amigo de su padre. Vivió su infancia en el populoso barrio de Villa Juana de la ciudad de Santo Domingo. Un año más tarde, ya era musicalizador y cantante de un grupo de teatro experimental Proyecciones, que dirigía el escritor, dramaturgo y cineasta dominicano Jimmy Sierra.
Con 15 años se presentó a una audición convocada por el Circo de los Muchachos, y fue uno de los 15 seleccionados entre casi 1 000 jóvenes para estudiar en la escuela de circo ubicada en la finca Benposta en Orense, España. Más tarde, pasó a formar parte de la compañía de circo, compuesta por 120 chicos de 15 países diferentes. Recibió apoyo del sacerdote jesuita español Jesús Silva Méndez, más conocido como el Padre Silva, el fundador de la nación Benposta, quien fue relevante en su formación artística y personal.
A inicios de la década de 1980, se fundó una nueva sede del Circo de los Muchachos en Madrid que se llamó «La Ciudad Feliz», ubicada en el barrio de Ventas, en el que se realizó el espectáculo La historia del Circo, en el que Sabala se encargó del proceso creativo y demostró sus habilidades de imitación vocal. Este hecho lo impulsó a iniciar su carrera como showman imitador de estrellas. En 1984, fue contratado para actuar en la sala madrileña Cleofás, donde debutó con un espectáculo titulado Mil estrellas, con el que permaneció en cartel durante un año, con representaciones de martes a domingo. Motivo por el que se retiró del circo e inició su carrera en solitario, a sus 25 años.
Un año después, se presentó en el programa de televisión mexicano de Raúl Velasco, haciéndose conocido rápidamente en toda Latinoamérica. Emprendió una gira que duró un año, viajando por Estados Unidos, Chile, Colombia, Ecuador, Perú, México, Argentina, Paraguay, Bolivia, y Venezuela.
Regresó a España y apareció durante tres meses en el programa de Televisión Española Contigo, que se realizaba desde Palma de Mallorca. Luego pasó a presentarse en el Teatro Alcázar de Madrid, iniciando así su primera gira española. Regresó a América para empezar otra gira, en este caso por toda Centroamérica y otras ciudades de Estados Unidos. También, participó en festivales internacionales como el de Viña del Mar, El Festival Acapulco, el Benidorm Fest, en el Festival Presidente, entre otros.
Representó a República Dominicana en el Festival OTI de la Canción de 1987, celebrado en Lisboa, con la canción Esto tiene que cambiar, sin lograr premio alguno. Posteriormente, participó como artista invitado en dicho festival en la edición de 1990, que tuvo lugar en el Ceasars Palace de Las Vegas.
A lo largo de su carrera, ha llegado a realizar programas especiales con las más importantes cadenas televisivas Hispanas y Norteamericanas, como han sido los realizados con Televisión Española, Antena 3, Telemundo, Televisa y Univisión entre otros. Fue el presentador durante cuatro años consecutivos de los Premios Lo Nuestro que transmite la cadena Univisión, de los Premios La Gente, que son organizados por Telemundo y de los Premios Soberano. Ha participado como juez e invitado especial en programas de concursos de televisión como Tu cara me suena en Costa Rica, Parodiando en México, Yo me llamo en Colombia y en los Yo Me Llamo de Bolivia, Perú y Ecuador.
Con motivo de sus 25 años de trayectoria, realizó la gira «Julio Sabala: 25 aniversario» por diferentes países; y diez años más tarde, por sus 35 años de carrera, en 2023, realizó la gira «Lo de ayer y lo de hoy» que finalizó en Madrid.
Sus números muestran imitaciones de más de 50 cantantes y artistas famosos como: Celia Cruz, Bad Bunny, Julio Iglesias, Roberto Carlos, José Feliciano, Luis Miguel, Romeo Santos, Camilo Echeverry, Marc Anthony, Michael Jackson, Luciano Pavarotti, Cantinflas, entre otros.

## Reconocimientos
En 1995 recibió el Premio Gran Soberano, máximo galardón que otorga Acroarte dentro de los Premios Soberano, en la República Dominicana.
Por la cantidad de personajes que ha interpretado, fue propuesto para participar en el Libro Guinness de los de récords, inclusive en dos apartados. Primero por ser el imitador que en su género es capaz de transformarse en la menor cantidad de tiempo, (en tan solo un minuto y medio), en la mayor cantidad de estrellas de la música. En las pruebas llegó a realizar la proeza de caracterizarse en casi 50, entre artistas anglos y universales tales como: Michael Jackson, Stevie Wonder, Lionel Ritchie, Prince, Bob Marley, Ray Charles, Luciano Pavarotti, Frank Sinatra, Andrea Bocelli, Elvis Presley, Charles Aznavour, etc., al igual que la de otros hispanos como: Julio Iglesias, Raphael, El Puma, Roberto Carlos, Vicente Fernández, Juan Gabriel, Celia Cruz y otros más. Segundo, por ser el showman que en su género, ha recorrido la mayor cantidad de marquesinas importantes en el mundo, teniendo a la imitación como eje central, o único reclamo de un espectáculo.
En 2024, fue condecorado con la Medalla Manuel Montero Bernales, que distingue a personas e instituciones por su trayectoria y su aporte al beneficio del Distrito de Barranco, Perú.
| Predecesor: Cheo Zorrilla | República Dominicana en el Festival de la OTI 1987 | Sucesor: Taty Salas |